# Полонений Зенди (фільм, 1922)
Полонений Зенди (англ. The Prisoner of Zenda) — американська пригодницька мелодрама режисера Рекса Інгрема 1922 року.

## Сюжет
Рудольф Рассенділ, англійський мандрівник, прибуває в Руританію, невелику східноєвропейську країну, в якій править династія його дальніх предків.

## У ролях
- Льюїс Стоун — Рудольф Рассенділ / король Рудольф
- Еліс Террі — принцеса Флавія
- Роберт Едісон — полковник Запт
- Стюарт Холмс — великий князь «Чорний» Майкл
- Рамон Новарро — Руперт
- Барбара Ла Марр — Антуанетта де Маубен
- Малкольм МакГрегор — капітан Фріц фон Тарленхайм
- Едвард Коннеллі — маршал фон Стракенц
- Луїс Лі — графиня Хельга